# Rügen

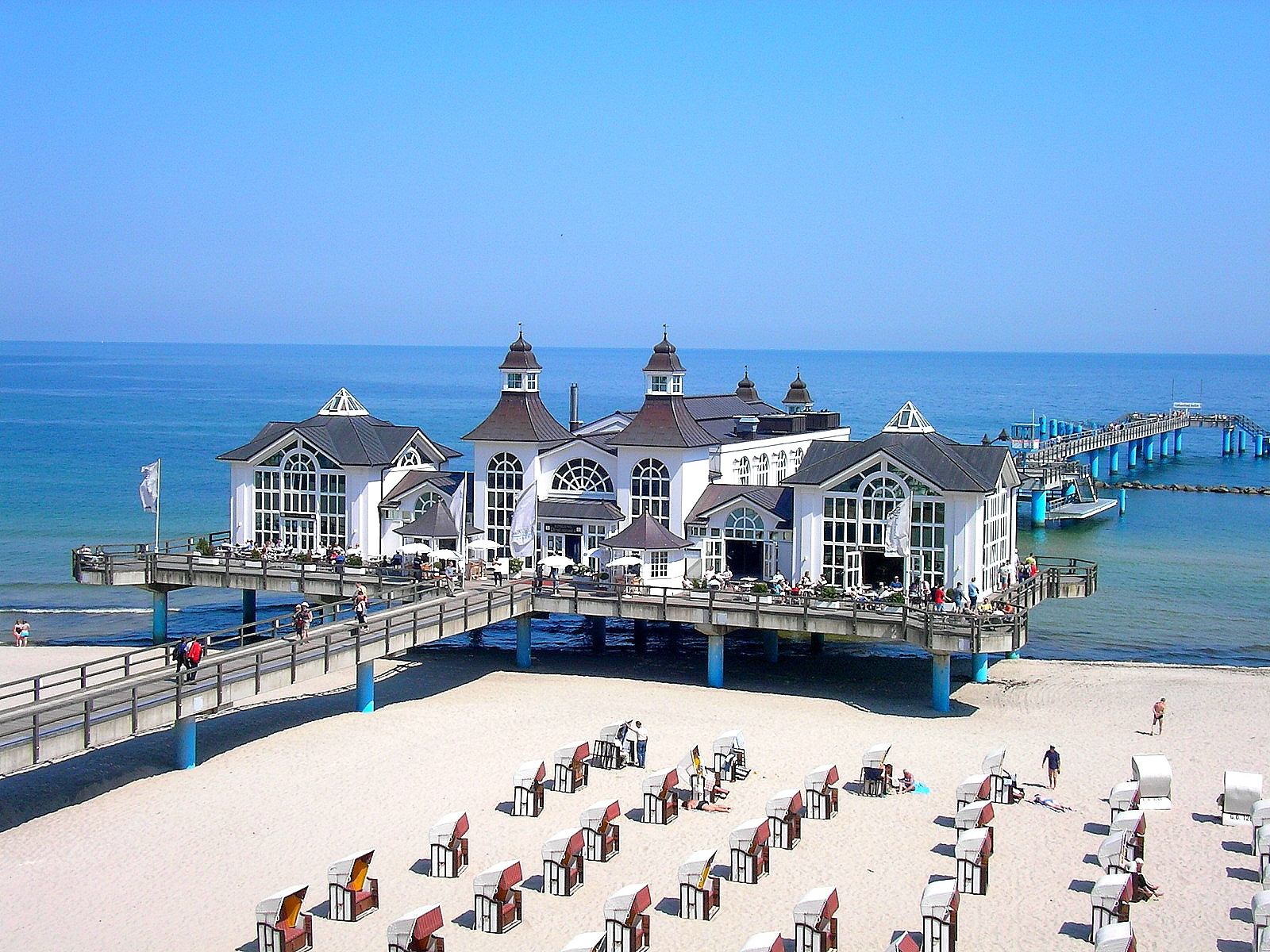
Jetée de Sellin, un symbole de l'île.

Rügen (en allemand : /ˈʁyːɡn̩/,, ? Écouter [Fiche], /ˈʁyːɡŋ̩/,; lat. Rugia) est la plus grande île allemande. Elle est située au large de la côte du Mecklembourg-Poméranie-Occidentale dans la mer Baltique. Sa superficie est de 926 km2 et sa population était de 64 376 habitants en 2021. Avec ses îles avoisinantes plus petites, Hiddensee et Ummanz, elle est administrée par l'arrondissement de Poméranie-Occidentale-Rügen.
Les villes principales sont Bergen avec 20 000 habitants et la ville portuaire de Sassnitz avec 11 000 habitants.
Dans le sud-est de l'île, se trouvent les trois stations balnéaires les plus connues, Binz, Sellin et Göhren.

## Géographie
À la fin de l'ère glaciaire, il y a 14 000 ans, la remontée du niveau des eaux de la Baltique recouvrit une partie des côtes. Les points hauts formèrent un chapelet d'îles que des dépôts de sable relièrent entre elles en quelques siècles pour former l'île de Rügen. 
L'île compte désormais 570 km de côtes.
Rügen est principalement accessible par un pont reliant l'île à la ville de Stralsund sur le continent. Il y a aussi des connexions par ferry à partir de Stralsund, Greifswald et Wolgast. L'île a quelques stations balnéaires le long de la côte est, de même que de beaux endroits tranquilles et solitaires à l'ouest. Il y a trois réserves naturelles s'étendant au moins en partie sur l'île :
- Zone du parc national du lagon de Poméranie occidentale (Vorpommersche Boddenlandschaft) : la côte ouest de Rügen et l'île de Hiddensee sont les deux parties de ce grand parc national ;
- Parc national de Jasmund : un petit parc incluant les célèbres falaises calcaires qui culminent à plus de 100 mètres au-dessus de la mer dont le Königsstuhl (traduction littérale = chaise du roi), immortalisées par le peintre romantique Caspar David Friedrich (1774-1840) ;
- Réserve de biosphère du sud-est de Rügen : une réserve naturelle constituée de la péninsule du sud-est.

La craie de Rügen est réputée pour ses vertus médicinales. La poudre de craie est utilisée par les stations thermales de l'île en application dermatologique ou cosmétique.

Falaises de craie de Rügen
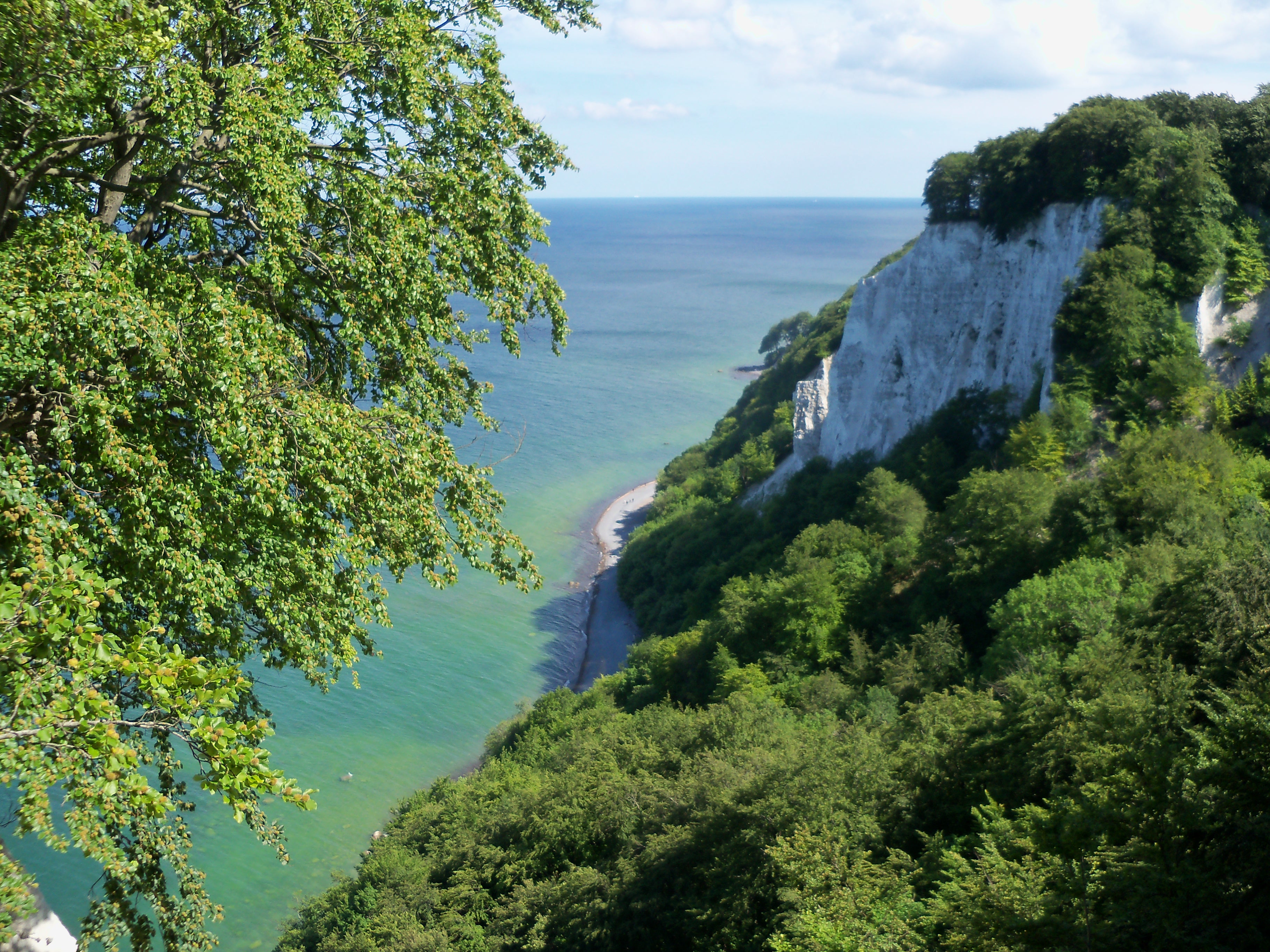
Falaises de la côte de Rügen.
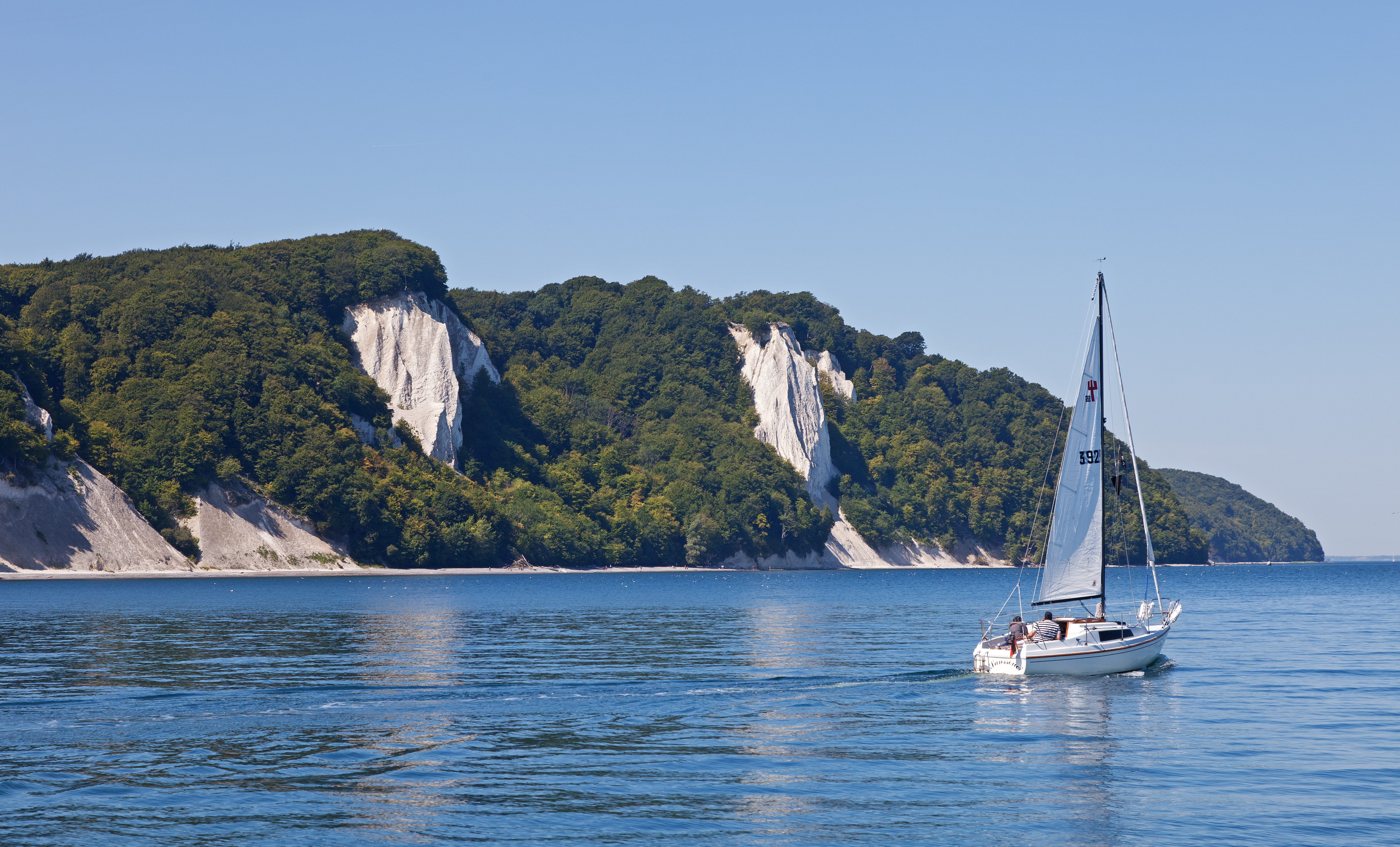
Les fameuses Kreidefelsen (« falaises de craie »).
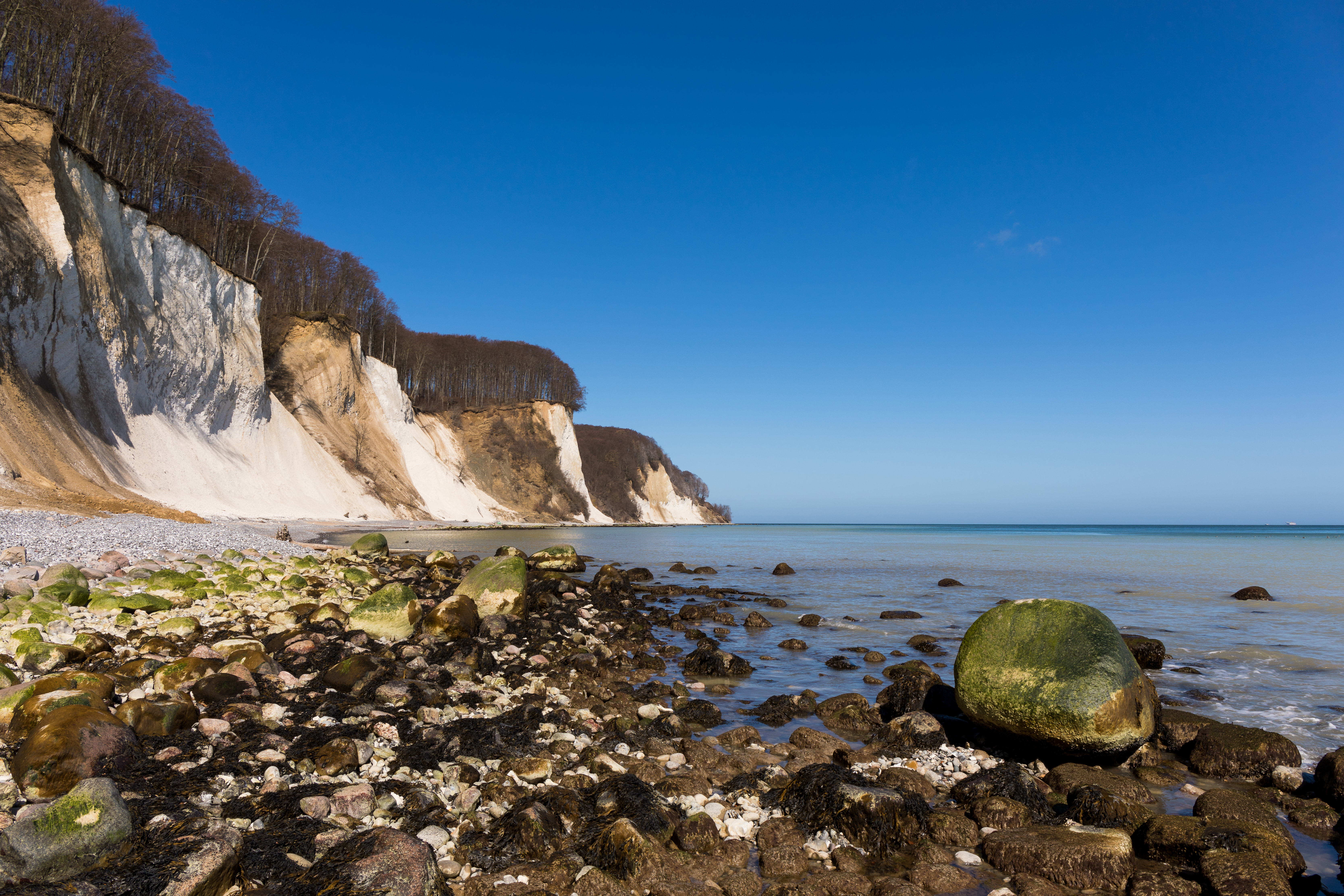
Avril 2018.
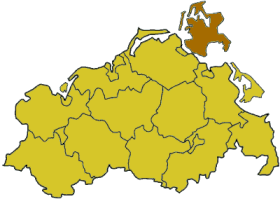
Carte du Land de Mecklembourg-Poméranie-Occidentale situant l'île de Rügen.
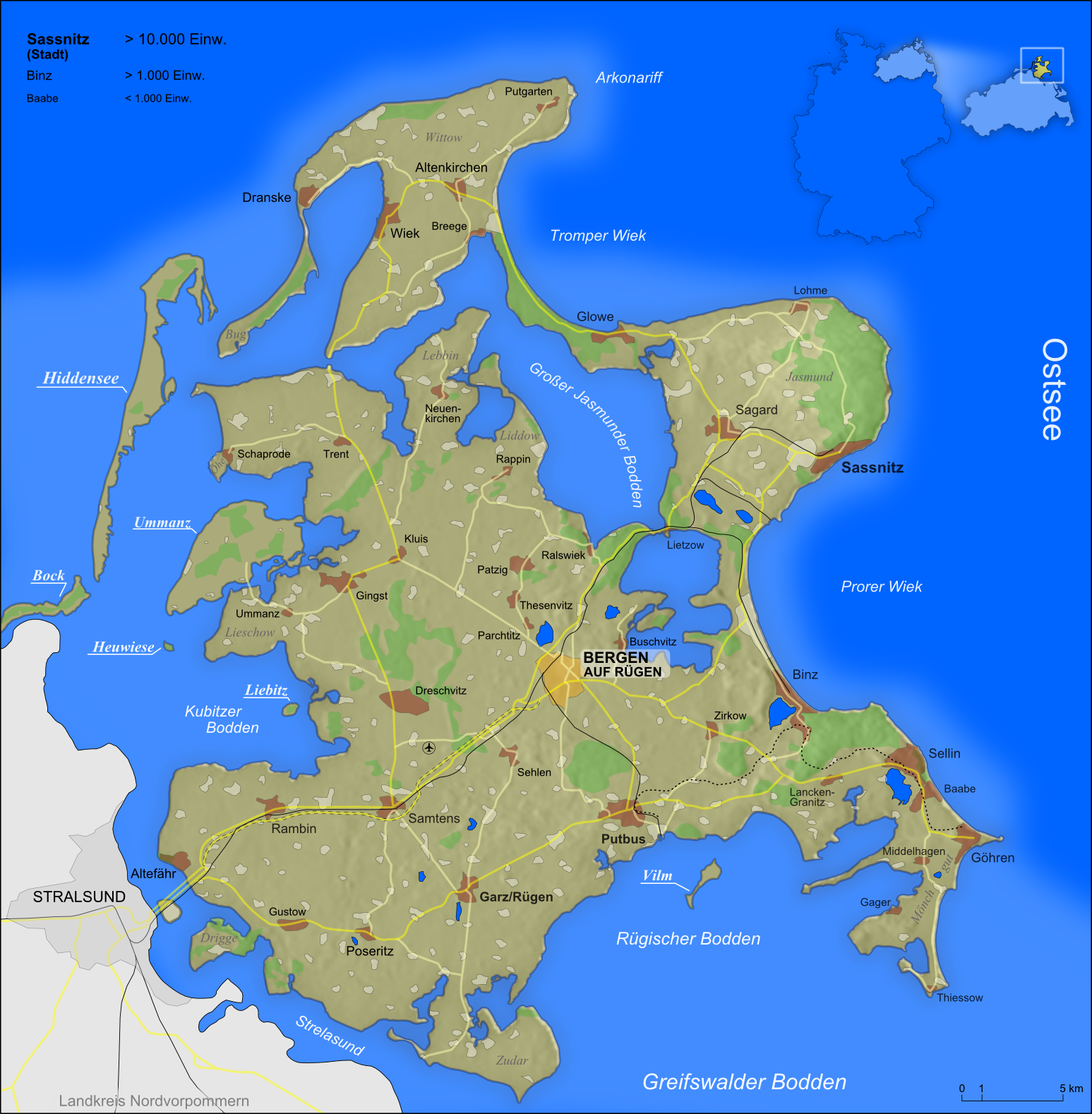
Carte de l'île de Rügen.

## Histoire

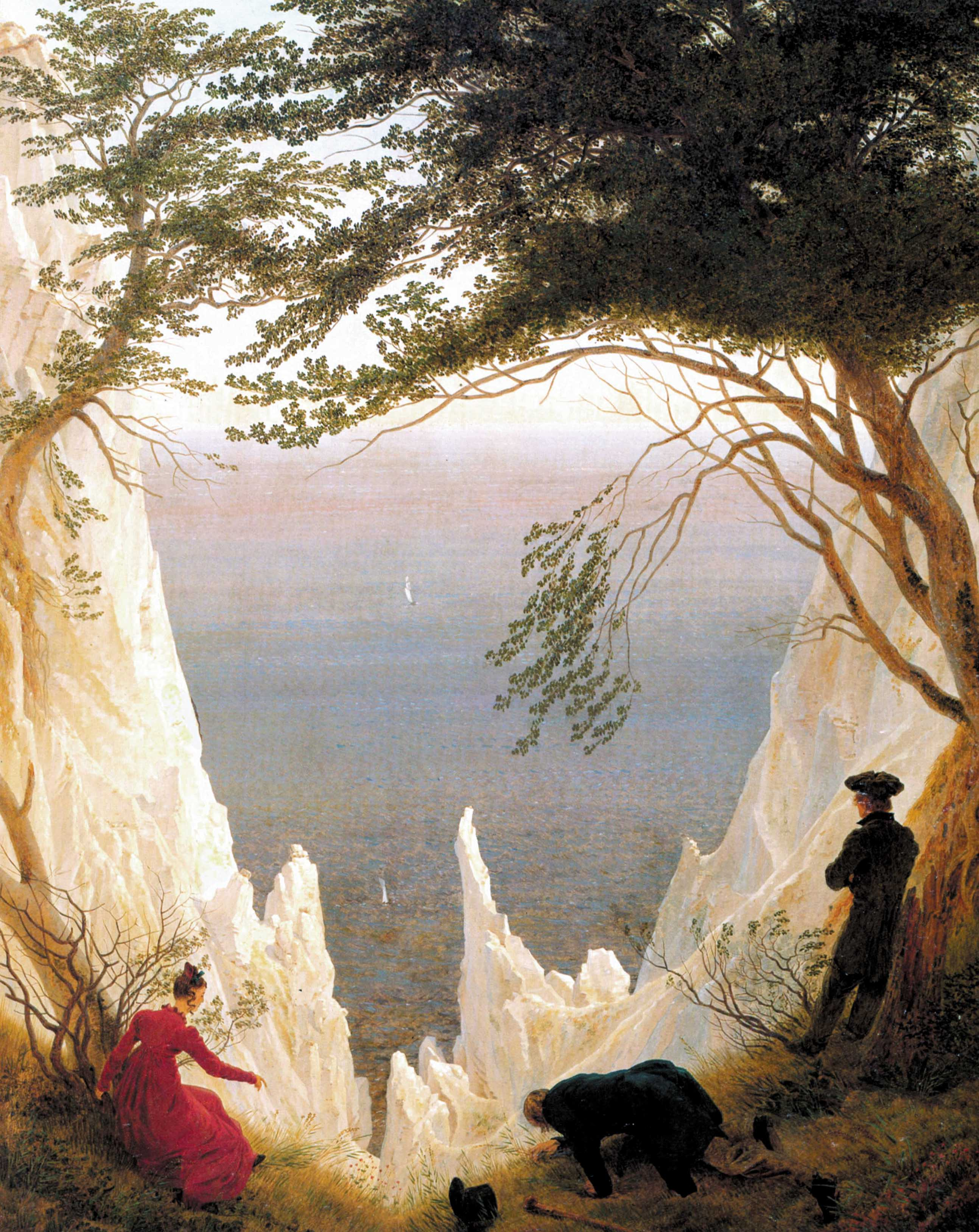
Falaises de craie sur l'île de Rügen, par Caspar David Friedrich.

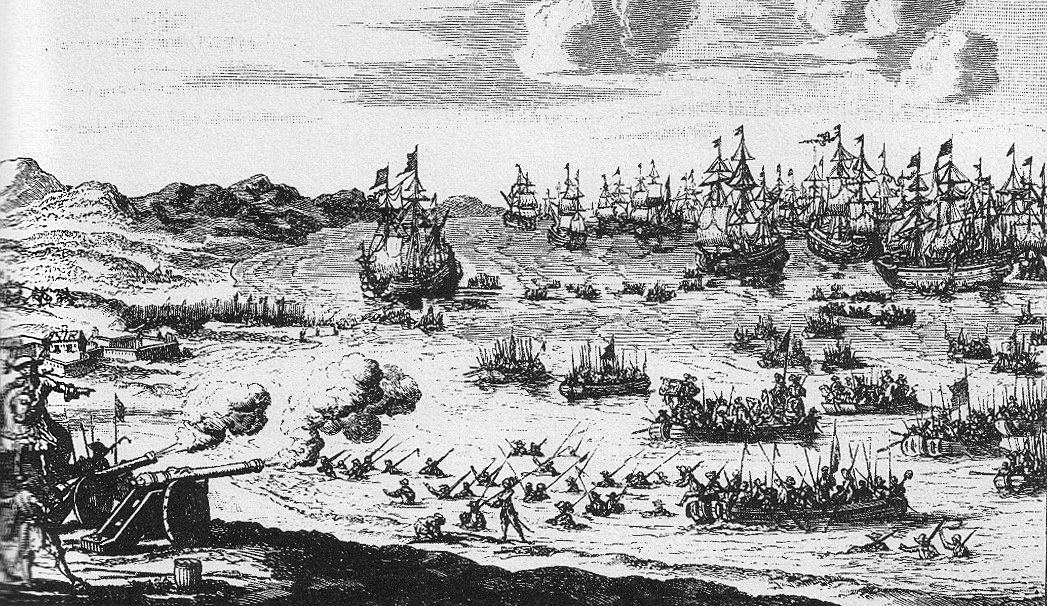
Siège de Rügen par l'armée prussienne, en 1715.

L'île de Rügen est habitée au moins depuis 4 000 ans av. J.-C. (culture des vases à entonnoir, dolmens de Lancken-Granitz).
Les habitants originaires des îles de Rügen et de Hiddensee étaient des Germains, les Ruges. Ils quittèrent les îles entre le IIe et le VIe siècle pour aller s'établir dans l'actuelle Basse-Autriche.
À partir du VIIe siècle, des peuples slaves, en particulier les Ranes, vinrent s'établir à cet endroit. Plusieurs traces de leur vie peuvent être trouvées de nos jours. Rügen devint une principauté slave avec un centre politique et religieux dans la tour du temple du Kap Arkona, l'endroit le plus au nord de l'île de Rügen. Le temple est dédié au dieu Svantevit. Les habitants parlaient alors le rane, langue slave de la famille polabe.
En 1160, Valdemar Ier de Danemark, Henri le Lion, duc de Saxe, et les ducs Casimir Ier de Poméranie et Bogusław Ier de Poméranie, conclurent un pacte pour combattre les ducs de Rügen. En 1168, la localité fut détruite par l'armée danoise, commandée par Valdemar Ier et l'évêque de Roskilde Absalon, qui occupa Rügen et Hiddensee. La juridiction religieuse est d'ailleurs attribuée à ce dernier à la suite de la conquête.
Sous le règne de Jaromar Ier, la principauté affaiblie devint donc vassale du royaume de Danemark et réceptive à la christianisation. Plusieurs abbayes cisterciennes sont fondées, à Bergen (1193), Eldena (1199), Greifswald (1231) et Neuenkamp (1231). Durant le XIIIe siècle, ces abbayes envoient des paysans allemands de Basse-Saxe, de Westphalie, de Hambourg et de Saxe-Anhalt coloniser les îles de Rügen et Hiddensee.
Le successeur de Jaromar Ier, Wislaw Ier de Rügen, conquiert une partie de la côte de Poméranie, jusqu'au Ryckfluss, et fonde Stralsund en 1234. Sous son règne, de nombreuses églises sont érigées.
Wislaw II de Rügen reçoit l'île en fief du roi des Romains Rudolf en 1282. Onze ans plus tard, la ville de Stralsund fait son entrée dans la Ligue hanséatique. En 1296, Wislaw II offre l'île de Hiddensee à l'abbaye cistercienne de Neuenkamp. Cette île disparaît en partie à la suite d'une tempête, en 1304. Au cours de la même année, Wislaw III de Rügen établit l'allemand comme langue officielle dans le duché.
À la mort de Wislaw III, en 1325, la lignée des ducs slaves de Rügen s'éteint et le duché est donné aux ducs de Poméranie-Wolgast par les rois de Danemark, tandis que les paroisses restent sous l'autorité de l'évêché de Roskilde pour deux siècles encore. Un habitant de Stralsund, Gottfried von Wickede, fonde en 1334 le monastère Saint-Jürgen à Rambin.
Au XIVe siècle, les Allemands deviennent majoritaires sur l'île. Vers 1400, même les habitants les plus conscients de leur origine slave parlent l'allemand : la dernière locutrice du rane, une femme âgée, meurt dans la région de la péninsule de Jasmund en 1404. En 1401, le pirate de Jarmund Klaus Störtebeker est arrêté et emmené à Hambourg. Rügen fait ensuite partie de la Poméranie suédoise de 1648 à 1815 ; après cela elle devient une partie de la province de Poméranie en royaume de Prusse. Durant la guerre de Scanie (1675-1679), l'île est envahie (de) en 1678.

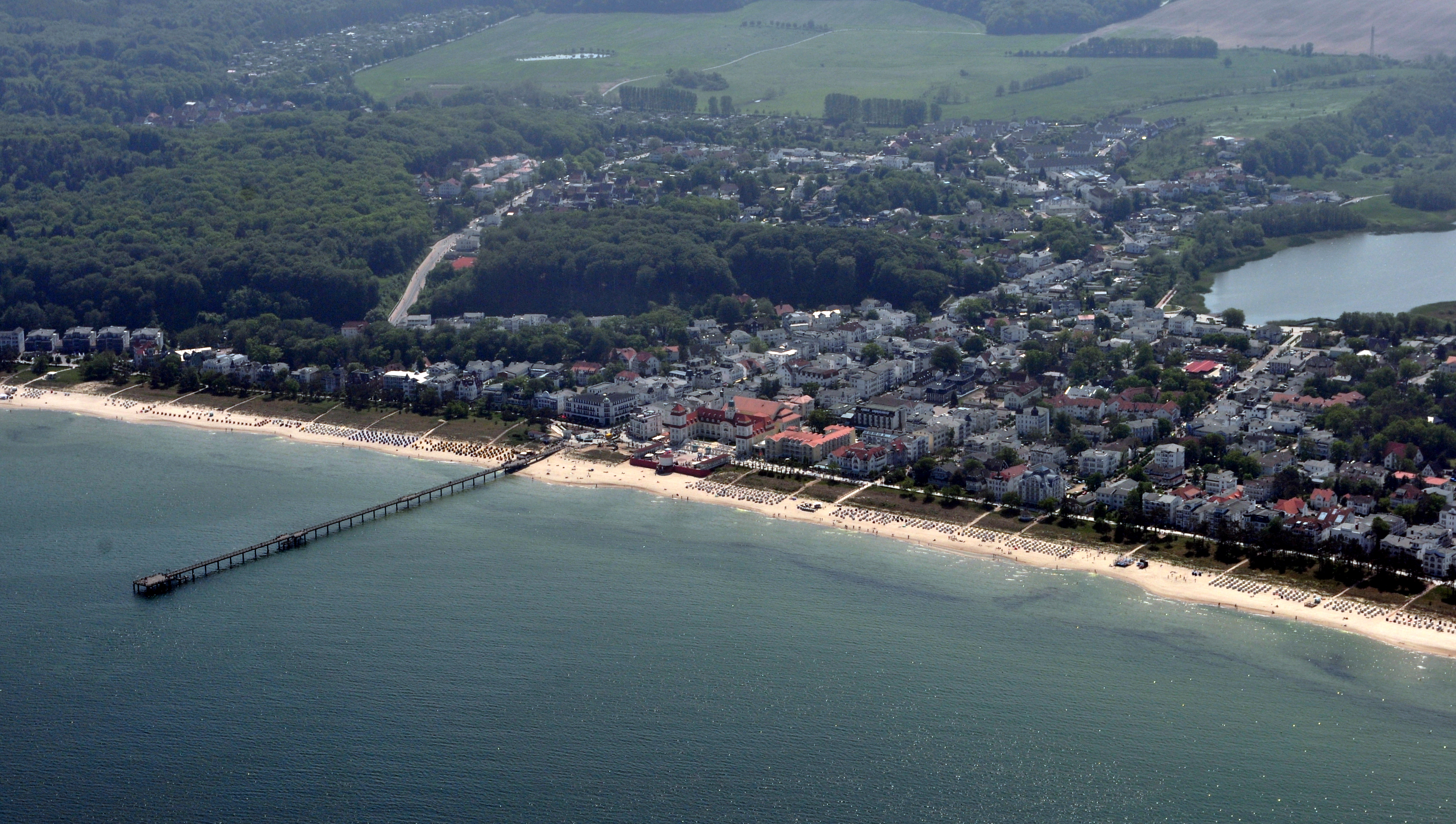
Binz.

Putbus, première station balnéaire de l'île, est fondée en 1816. Plus tard, d'autres stations sont créées, et Rügen reste la station de vacances la plus célèbre d'Allemagne jusqu'à la Seconde Guerre mondiale. En 1936, on construit le pont reliant Rügen au continent. Les autorités nazies de l'époque ajoutent une station composée surtout d'un immeuble uniforme de cinq kilomètres de long sur les dunes blanches, derrière un alignement de pins : il s'agit de Prora, planifiée par l'organisation Kraft durch Freude (« La force par la joie ») qui avait pour but d'occuper le temps libre du peuple par groupes de 20 000 personnes. 
Lieu de vacances idéal de l'ancienne RDA, toujours très agricole, Rügen a connu de très forts investissements dans les infrastructures après la réunification allemande. Elle est redevenue un lieu de villégiature très apprécié des Allemands ; actuellement elle a surpassé à nouveau Sylt comme étant l'île allemande la plus populaire[réf. nécessaire].

## Films tournés à Rügen
- 1922/23 : Inga Larsen de Hans Steinhoff avec Henny Porten (scènes tournées en octobre et novembre 1922)
- 2010/11 : Prora de Stephane Riethauser[6]